# Josef Trejbal
Josef Trejbal (9. března 1935 – 19. listopadu 2023[zdroj⁠?!]) byl český a československý politik Komunistické strany Československa a poslanec Sněmovny národů Federálního shromáždění za normalizace.

## Biografie
K roku 1986 se profesně uvádí jako předseda ústředního výboru odborového svazu.
Ve volbách roku 1986 zasedl za KSČ do české části Sněmovny národů (volební obvod č. 44 - Svitavy, Východočeský kraj). Ve Federálním shromáždění setrval do ledna 1990, kdy rezignoval na mandát v rámci procesu kooptací do Federálního shromáždění po sametové revoluci.
V rejstříku živnostníků je Ing. Josef Trejbal narozen 9. března 1935 evidován od roku 1992 jako podnikatel, bytem Hromnice.